# Tori (Gemeinde)
Tori (deutsch: Torgel) ist eine Landgemeinde im estnischen Kreis Pärnu. Sie entstand in dieser Form 2017 durch den Zusammenschluss der bisherigen Landgemeinde Tori mit den Landgemeinden Are und Sauga sowie der Stadt Sindi. Am 1. Januar 2025 hatte die Landgemeinde 12.466 Einwohner.

## Geografie
Die Stadt Pärnu liegt südwestlich von Tori. Die Gemeinde wird vom Fluss Pärnu durchflossen. Neben der Stadt Sindi (estnisch linn) und der drei Großdörfer (alevik) Are, Sauga und Tori gehören die 41 Dörfer (küla) Aesoo, Eametsa, Eavere, Elbi, Elbu, Jõesuu, Kiisa, Kildemaa, Kilksama, Kõrsa, Kuiaru, Kurena, Lepplaane, Levi, Mannare, Muraka, Murru, Muti, Niidu, Nurme, Oore, Parisselja, Pärivere, Piistaoja, Pulli, Räägu, Randivälja, Rätsepa, Riisa, Rütavere, Selja, Suigu, Taali, Tabria, Tammiste, Tohera, Urge, Urumarja, Vainu, Võlla und Võlli zur Gemeinde.

## Geschichte
Der Name des Kirchspiels Tori wurde 1544 erstmals erwähnt. 

### Vor 2017

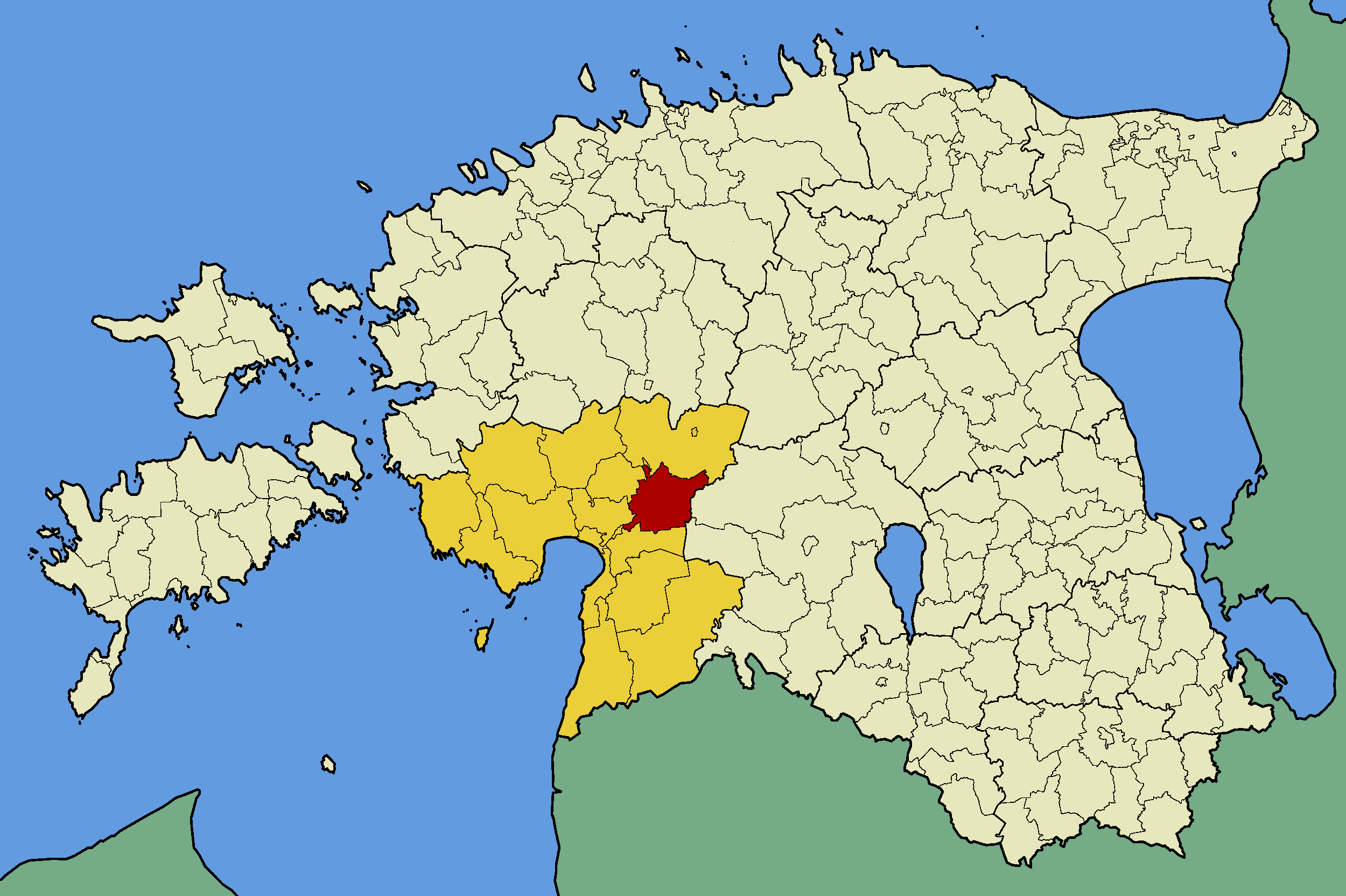
Die Landgemeinde vor 2017

Die frühere Gemeinde Tori hatte eine Fläche von 282,1 km² und 2246 Einwohner (Stand: 2017). Neben dem Hauptort Tori umfasste diese Gemeinde bereits die Dörfer Aesoo, Elbi, Jõesuu, Kildemaa, Kõrsa, Kuiaru, Levi, Mannare, Muraka, Muti, Oore, Piistaoja, Randivälja, Riisa, Rätsepa, Selja, Taali, Tohera, Urumarja und Võlli. 43 % der Gemeindefläche waren mit Wäldern und 19 % mit Mooren bedeckt. 38 % wurden landwirtschaftlich genutzt.

Wappen und Flagge vor 2017
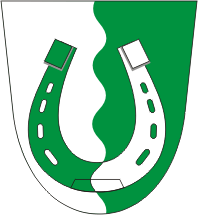
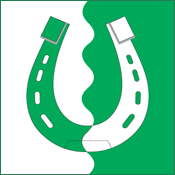

## Kultur und Sehenswürdigkeiten
Weltweit bekannt sind die berühmten Tori-Pferde, die nach der 1856 in Tori begonnenen Zucht benannt wurden.

## Persönlichkeiten
- Eduard Körber (1770–1850), Geistlicher und Heimatforscher
- Hellmuth Frey (1901–1982), evangelischer Theologe

## Nachweise
1. ↑  Gemeindeübersicht 2017
2. ↑  RV0240: POPULATION BY SEX, AGE AND PLACE OF RESIDENCE, 1 JANUARY. Abgerufen am 15. August 2025 (englisch).